# Pampa Guanaco (Chile)
Pampa Guanaco es un asentamiento chileno situado a 12,5 km al este del lago Blanco, en la comuna de Timaukel, Tierra del Fuego, Región de Magallanes y Antártica Chilena a 12,5 km del lago Blanco. 
Se puede acceder a la localidad a través de la ruta Y-84 y se encuentra cercana también al paso Río Bellavista en la frontera con Argentina.
Cuenta con un aeródromo el cual se usa para acceder a Cameron y se encuentra en la cercanía de la Estancia Vicuña fundada en 1915.
El municipio de Timaukel anunció en 2015 que entregaría 145 parcelas para iniciar un proceso de colonización y asentamiento del pueblo, lo cual fue posteriormente descartado aunque se mencionó que existe un plan para desarrollar un poblado cercano a Villa Cameron.En 2023, el alcalde Luis Barría Andrade anunció los planes para que la sede municipal de Timaukel se trasladara hacia Pampa Guanaco.